# داء البلهارسيات

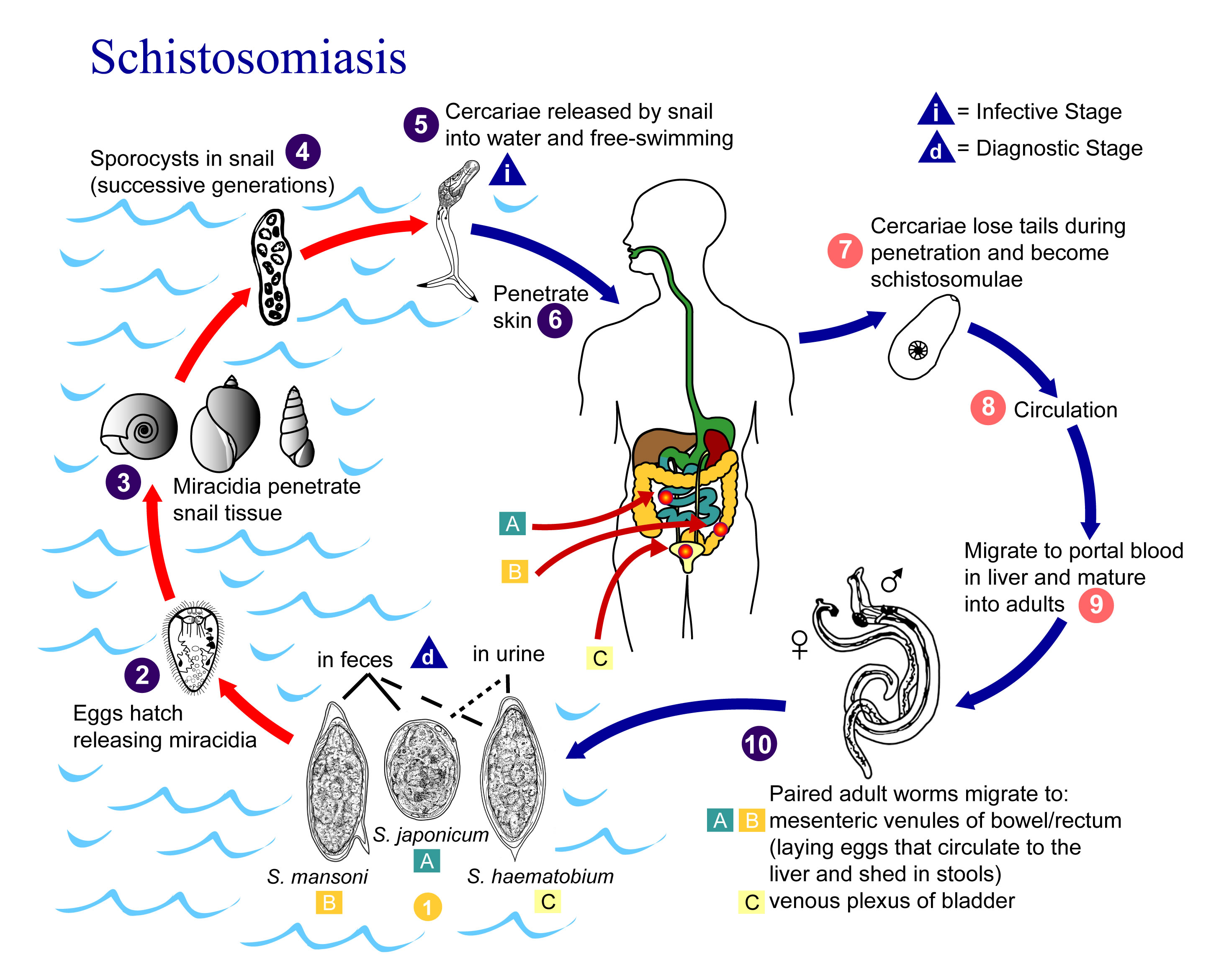
دورة حياة البلهارسيا

داء البلهارسيات (بالإنجليزية: schistosomiasis أو bilharziasis) أو داء المنشقات (كما يسمى خطأً بلهارسيا، وهو اسم الطفيلي المسببب) مرض طفيلي سببه ديدان البلهارسيات يصيب العديد من الناس في الدول النامية. لا يعد داء البلهارسيات مرضاً مميتاً، إلا أنه يؤدي إلى سرعة استهلاك جسد المصاب. سميت بهذا الاسم نسبة إلى ثيودور بلهارس حيث أنه اكتشف سبب الإصابة بالبلهارسية البولية سنة 1851. توجد 5 أنواع مختلفة من الديدان التي تؤدي للإصابة بالمرض.
تعيش البلهارسية إذا صادفت عائلاً وسيطاً ألا هو نوع من أنواع قواقع الديدان العذبة وإلا فهي تموت ولا تشكل خطراً.
داء البلهارسيات من الأمراض المدارية المهملة.

## سبب المرض
السبب هو أن هذه الديدان تتمايز إلى ذكرٍ وأنثى، وتتم دورة حياة الديدان في عائلين، الأساسي (الإنسان) وتتكاثر بداخله جنسياً، والوسيط (القواقع) وتتكاثر بداخله لا جنسيا، وتعرف هذه الظاهرة باسم «تبادل الأجيال»، وهي ظاهرة تعاقب جيلين أو أكثر في دورة حياة الكائن الحي بحيث ينتج أحد الجيلين من تكاثر جنسي (في العائل الأساسي) والجيل الآخر من تكاثر لا جنسي (في العائل الوسيط).

## طريقة العدوى
تتم العدوى بمرض البلهارسيا عند نزول الإنسان إلى مياه الترع والمصارف (للري أو للاغتسال) الملوثة بالسركاريا، حيث تنجذب اليه عن طريق الحرارة التي تشع من جسم الإنسان، ثم تخترق طبقة الجلد تاركة ذيلها خارج الجسم، ثم تنتقل مع تيار الدم حتى تصل إلى الأوردة الكبدية.
كذلك لا تتم العدوى عن طريق شرب الماء الملوث بالسركاريا، حيث انها ماوصلت إلى المعدة فإنها تموت بفعل العصارات الهاضمة إلا في حالة تمكن السركاريا من اختراق الأغشية المبطنة للفم والوصول إلى تيار الدم حينها تحدث الإصابة.

## أعراض المرض
تختلف أعراض المرض حسب مراحل حياة البلهارسية في الجسم:
1- عند اختراق الجلد:
في الغالب يكون ذلك غير محسوس ولكن بعض الأشخاص قد يعانون من حكة في الجلد.
2- عند إفراز البيض:
في الغالب يكون ذلك غير محسوس. ولكن بعض الأشخاص يعانون من حرارة أو حكة بالجلد قد يصحبه كثرة اليوزينيات (eosinophilia)
3- عند ترسيب البيض:
في الكبد يسبب تلفا في أنسجة الكبد يتم ذلك بدون احساس المريض بأية أعراض 'حتى تبدأ مرحلة متقدمة بأعراض ارتفاع ضغط الدم البابي' وتبدأ وظائف الكبد بالتدهور.
يحصل نزيف معوي وتضخم بالبطن بسبب السوائل. 
تليف في جدار المثانة. وعند ترسب الكالسيوم خلال هذه الفترة يحصل نزيف مع البول يتلون باللون الأحمر. قد يحدث انسداد في الحالب من إحدى الكلى أو كليهما مما يؤدي إلى فشل كلوي في بعض الحالات يتطور الأمرالى سرطان المثانة.

## القضاء على المرض
يتم القضاء على المرض عن طريق عدة طرق، منها :
1 - وقاية الأصحاء: عن طريق تجنب استخدام أو الاغتسال في مياة الترع والمياة الملوثة بالسركريا، ترشيح مياة الشرب وتطهيرها بالكلور، إذا تحتم استخدام مياة الترع للشرب يجب غليها أو تخزينها لمدة 48 ساعة.
2 - الخدمات العلاجية: توفير كافة الخدمات العلاجية من إنشاء لوحدات العلاج الشاملة والمجموعات الصحية، كذلك توفير عدد كبير من الأقسام الداخلية في المستشفيات لمن لم يتيسر له العلاج في العيادات الخارجية.
3 - مكافحة القواقع (العائل الوسيط): مكافحة القواقع الناقلة للبلهارسيا باستخدام حواجز كيميائية من مادة خامس كلورفينات الصوديوم إلى جانب كبريتات النحاس.
4 - الحد من انتشار الطفيل: في المناطق الموبوءة بمنع الناس من التبول أو التبرز في المجاري المائية أو على شواطئ الترع.
5 - التثقيف الصحي: إصدار النشرات الإرشادية وإعداد الأفلام الوثائقية والأحاديث الإذاعية التي تهدف إلى رفع الوعي الصحي عند المواطنين، وإرشادهم إلى طرق العدوى والوقاية، واهمية العلاج المبكر والإقلاع عن تلويث موارد المياه بالفضلات الآدمية.
6 - تحسين البيئة: وجود صرف صحي مناسب واستكمال عمليات ترشيح المياه.
وضعت منظمة الصحة العالمية مبادئ توجيهية لعلاج داء المنشقات على أساس تأثير المرض على الأطفال في القرى الموبوءة:
- عندما تقدم قرية تقارير عن أن أكثر من 50% من الأطفال يعانون من الدم في البول، الجميع في القرية يتلقى العلاج.
- عندما يكون 20-50% من الأطفال يعانون من البول في الدم، يعالج فقط الأطفال الذين هم في سن الدراسة.
- عندما يكون أقل من 20 % من الأطفال يعانون من أعراض، لا يتم تنفيذ العلاج الشامل.

## علاج داء البلهارسيات
ظهرت عدة علاجات لداء البلهارسيات خلال جرعة محددة وخلال فترة بسيطة. من أشهر أدوية البلهارسية هو البرازيكوانتل (بالإنجليزية: praziquantel)
في مراحله الأولية يوجد علاج فعال للقضاء على البلهارسيات ويتوفر في صورة حبوب أو شراب.

## القضاء على قواقع البلهارسيا
يجب القضاء على قوقع البلهارسيا وبذلك يتم التحكم في المرض. يتم القضاء على القوقع بطريقتين:

### التحكم العضوي الطبيعي
يتم ذلك النوع بتربية البط وأنواع أخرى من الطيور المائية التي تتغذى على القواقع، ويتميز هذا النوع من التحكم البيولوجي بأنها لا تضر البيئة بل تخدمها بتحقيق نوع من التوازن الطبيعي.

### التحكم الكيميائي
يتم ذلك برش مبيدات حشرية خاصة في المجاري المائية للقضاء على القواقع، إلا أن ذلك يلوث البيئة.
من المهم معرفة أن الوقاية خاصة في البلاد النامية أهم من العلاج نظراً لأن الناس لا تنتبه للأعراض إلا بعد أن تسوء الحالة.

## دور العلماء
- تيودور بلهارس 1851 م: أول من عثر على ديدان ماصة صغيرة تعيش في الدورة البابية الكبدية، اكتشف نوعين من بويضات هذه الديدان، تعرف على نوع واحد من هذه الديدان البالغة وأسماه باسم «دياستوما هيما توبيوم» والذي يعني (طفيل ذو فمين يعيش في الدم).
- هانز باخ 1856 م: أطلق على الديدان التي تعرف عليها العالم تيودور بلهارس اسم «بلهارسيا».
- هارلي 1864 م: افترض أن بويضات البلهارسيا تسبب العدوى للإنسان.
- كوبولد 1864 م: لاحظ أن الإصابة بمرض البلهارسيا مرتبط بالماء، وافترض أن بعض قواقع الماء العذب والقشريات (العوائل الوسيطة) لها دور في نقل مرض البلهارسيا.
- فلكن 1859 م: افترض أن مرض البول الدموي يحدث نتيجة شرب ماء به يرقات من بلهارسيا هيماتوبيوم، لكنه لم يوضح حقيقة هذه اليرقات.
- كاستلاني 1902 م: لاحظ وجود بويضات جانبية الشوكة في براز أحد المصابين من أوغندا.
- مانسون 1903 م: لاحظ وجود بويضات جانبية الشوكة في براز أحد المصابين من جزر الهند الغربية ووجد أنها تتبع نوعا آخر من البلهارسيا.
- سامبون 1907 م: أطلق اسم «بلهارسيا مانسوني» على نوع البلهارسيا ذات البويضات جانبية الشوكة.
- مياري وسوزوكي 1913 م: تمكنا من تتبع دورة حياة البلهارسيا من الطور الذي يخرج من البويضة في الماء العذب حتى انتقال العدوى للإنسان.
- ليبر 1915 م: أثبت بشكل قاطع وجود نوعين من ديدان البلهارسيا في مصر وأن العدوى تتم عن طريق جلد الإنسان.
- علي باشا إبراهيم: برع في مجال الجراحة لمضاعفات مرض البلهارسيا، كـاستئصال الطحال المتضخم نتيجة للإصابة بالمرض.
- سليمان عزمي: أوضح خطورة المرض على أوعية الرئة وتأثير ذلك على الدورة الدموية والقلب.
- محمد خليل عبد الخالق: أكدت أبحاثه فاعلية مركب الفؤادين في علاج المرض، وفاعلية مركب كبريتات النحاس في مكافحة القواقع (العائل الوسيط).

## اقرأ أيضاً
- تيودور بلهارس